# Tok laži
Tok laži je propagandna tehnika, ki jo okarakterizira hitro in neprekinjeno oddajanje velike količine sporočil, brez oziranja na resnico ali doslednost, prek različnih kanalov (npr. novice in družbeni mediji). Tehnika izvira iz sovjetskih propagandnih tehnik in je postala ena izmed glavnih tehnik sodobne ruske propagande pod ruskim predsednikom Vladimirjem Putinom.
Ruska vlada je tehniko uporabila med svojim napadom na Gruzijo leta 2008, nato pa še med vojno z Ukrajino od 2014 naprej. Te tehnike so se poslužili tudi nekateri politiki, vlade in gibanja iz drugih držav, viden primer je nekdanji ameriški predsednik Donald Trump.
Tehniki se je težko zoperstaviti. Ameriški strateški možganski trust Nemški Maršalov sklad, ameriški geopolitični možganski trust RAND in vojaški strategi so opisali tehnike za obrambo. Te na splošno vključujejo preventivo z dobrimi informacijami, zmanjšanje ali odstranjevanje dezinformacij in poučevanje digitalne pismenosti.

## Značilnosti
RAND je leta 2016 skovala ime firehose of falsehood, s katerim je opisala tehniko opazno v ruski propagandi, ki združuje zelo veliko število sporočil in neoziranje na resnico. Od starejših sovjetskih propagandnih tehnik, ki so se uporabljale med hladno vojno, se delno razlikuje po veliko večji količini sporočil in kanalov (kar omogoča internet) in spremembah v načinu kako ljudje prejemajo novice. Cilj sporočil je ljudi zabavati, zmesti in jih zasuti z veliko količino podatkov. Ker se tehnika ne ozira na resnico in preverjanja dejstev, lahko žrtvi dostavi propagando preden jo dosežejo zanesljivi viri. Tehnika povsem zanemari klasično načelo, da so informacije bolj prepričljive, ko so resnične, kredibilne in dosledne.
Po RAND-u ima tehnika štiri ključne lastnosti:
1. velik obseg sporočil prek več kanalov
2. hitra, neprekinjena in ponavljujoča
3. zanemari objektivno resničnost
4. zanemari doslednost[1]

Velika količina sporočil, uporaba več kanalov in uporaba internetnih botov ter lažnih računov so učinkovita, ker ljudje lažje verjamemo zgodbi, o kateri z njihovega vidika poroča več virov. Rusija poleg svojega znanega vira novic. V tujini RT, propagando širi z uporabe večjega števila posredniških spletnih mest, katerih povezave z RT so ali prikrite ali pa prikazane kot manj pomembne kot v resnici. Zgodbam bo verjelo več ljudi, če bodo mislili, da ji verjamejo tudi mnogi drugi - še posebno če so to ljudje, ki pripadajo skupini, s katero se identificirajo. Skupina propagandnih delavcev lahko tako vpliva na mnenja ljudi, saj jim ustvarijo vtis, da tako mislijo tudi drugi, ki so njim blizu.

## Propagandne kampanje
Ruska vlada je uporabila tehniko toka laži med rusko-gruzijsko vojno leta 2008. Kasneje je uporabila isto tehniko od 2014 naprej med rusko-ukrajinsko vojno, vključno z okupacijo Krima in pripravami na invazijo leta 2022. Podobne propagandne kampanje so usmerili tudi v druge nekdanje države Sovjetske zveze, vključno z baltskimi državami Litvo, Latvijo in Estonijo.
Med ruskim sodelovanjem v Sirski državljanski vojni so ruski državni mediji novembra 2017 širili številne zgodbe, ki so trdile, da koalicijske sile namerno omogočajo borcem Islamske države, da pobegnejo iz Abu Kamala v Siriji. Zgodbe so vključevale »satelitsko sliko«, za katero se je pozneje izkazalo, da je posnetek zaslona iz video igre.
Tehnika toka laži je bila uporabljena tudi v ruskih dezinformacijskih kampanjah proti Zahodni Evropi in ZDA, med drugim tudi med ameriškimi predsedniškimi volitvami leta 2016. Leta 2019 je po besedah znanstvenega novinarja Williama J. Broada iz The New York Timesa propagandna mreža RT America začela kampanjo toka laži, da bi prepričala Američane, da je tehnologija 5G nevarna za zdravje, čeprav je Putin hkrati ukazal lansiranje te tehnologije v Rusiji.
Po mnenju pisca in nekdanjega vojaškega obveščevalca Johna Loftusa, Iran uporablja podobne metode za spodbujanje sovraštva proti Saudovi Arabiji, ZDA in Izraelu. Trdi, da je nekaj lažnih novic, ki se pripisujejo Rusiji, v zahodni tisk pravzaprav podtaknil Iran.
Med indonezijskimi predsedniškimi volitvami leta 2019 je sedanji predsednik Joko Widodo obtožil ekipo protikandidata Prabowoja Subianta, da s pomočjo tujih svetovalcev širi sovražno propagando in posebej navedel »rusko propagando« in model »toka laži«.
Po besedah urednice Mother Jones, Monike Bauerlein, ameriški politiki proti medijem vse pogosteje uporabljajo tehniko toka laži. Bralce je opozarjaka, naj pričakujejo povečano uporabo več povezanih taktik: grožnje s tožbo, zanikanje lažnih novic in napadi ad hominem. Številne publikacije so komunikacijske strategije Donalda Trumpa označile za tehniko toka laži.
Tehniko toka laži so uporabila tudi proticepilska gibanja za širjenje ovrženih teorij o nevarnosti cepljenja.
Po poročanju podjetja za kibernetsko varnost Recorded Future je kitajska vlada to tehniko uporabila v poskusu spodkopavanja verodostojnosti BBC kot odgovor na BBC-jevo poročanje o genocidu Ujgurov.

## Protiukrepi
Običajna protipropagandna prizadevanja so neučinkovita proti tej tehniki. Po besedah sodelavcev RAND: »ne pričakujte, da se boste proti toku ("gasilski cevi") laži zoperstavili z "brizgalno pištolo" resnice.« Predlagajo:
- ponavljanje protiinformacije
- zagotavljanje alternativne zgodbe za zapolnitev vrzeli, ki nastanejo, ko se odstranijo lažna »dejstva«
- opozarjanje ljudi na propagando, poudarjanje načinov, kako propagandisti manipulirajo z javnim mnenjem
- boj ne proti sami propagandi ampak proti njenim učinkom; na primer za boj proti propagandi, ki spodkopava podporo nekemu cilju, si prizadevajte za povečanje podpore temu cilju, namesto da neposredno zavračate propagando
- izklop toka s pridobivanjem pomoči ponudnikov internetnih storitev in storitev družbenih medijev ter izvajanje operacij elektronskega bojevanja in nadzora kibernetskega prostora[1]

Sodelavci Nemškega Marshallovega sklada med drugim predlagajo, da se lažnih trditev ne ponavlja ali ojača njihov doseg. Tudi z razkrinkanjem laži se lahko poveča verjetnost, da jim ljudje verjamejo. Strokovnjak za varnost Bruce Schneier priporoča poučevanje digitalne pismenosti kot del verige ustavljanja informacijskih operacij v 8 korakih.
Drug način za boj proti dezinformacijam je hiter odziv med dogodki samimi in zagotovitev, da prvi poveste novico ali zgodbo. Primer tega se je zgodil februarja 2018, ko so sirske prorežimske sile začele obstreljevati Sirske demokratične sile v bližini Khašama, koalicijske sile pa so se branile. Mednarodna koalcijia Inherent Resolve (CJTF-OIR) je nemudoma objavila sporočilo za javnost z naslovom »Neizzvan napad sirskih prorežimskih sil spodbudi obrambne napade koalicije«. Kot odgovor na novice so novinarji z vsega sveta CJTF-OIR preplavili s poizvedbami, kar je CJTF-OIR omogočilo vzpostavitev dejstev v javnem prostoru, preden so lahko ruske novice zgodbo izrabile v svoj prid.
V knjigi How We Win the Competition for Influence (2019) vojaška stratega Wilson C. Blythe in Luke T. Calhoun poudarjata pomen doslednega sporočanja. Informacijske operacije primerjajo z drugim vojaškim orožjem: »Informacijsko okolje je neločljiv del današnjih bojišč.«